# Pleurotus floridanus
Pleurotus floridanus är en svampart som beskrevs av Singer 1946. Pleurotus floridanus ingår i släktet Pleurotus och familjen musslingar.   Inga underarter finns listade i Catalogue of Life.